# Regional Radiocommunication Conference 2006
Die Regional Radiocommunication Conference 2006 (RRC 06) war eine Funkplanungskonferenz, die vom 15. Mai 2006 bis 16. Juni 2006 in Genf stattfand. Sie wurde von der ITU organisiert.

## Teilnehmer
Teilnehmer an der RRC 06 waren über 1.000 Delegierte aus 104 Staaten Europas, Afrikas und des Nahen Ostens. Vorwiegend wurden sie von Fernmeldeverwaltungen entsandt, deren Hoheitsgebiete innerhalb der Planungszone liegen.

## Aufgaben
Während der RRC 06 wurde ein neuer Frequenzplan für die Frequenzbänder 174–230 MHz und 470–862 MHz, also den für terrestrischen Rundfunk nutzbaren Bereich, erstellt. Ein solcher Plan legt fest, welche Frequenzen welches Land in einem bestimmten Gebiet nutzen darf. Die während der Konferenz erstellte Planung "Genf 06" soll dabei vor allem die Voraussetzungen für die anstehende Digitalisierung von Hörfunk (DAB) und Fernsehen (DVB-T) schaffen. Der Plan tritt endgültig im Jahr 2015 in Kraft und löst ein 1961 verabschiedetes Abkommen (Stockholm 61 Agreement) ab. In der Fachwelt geht man von einer "Lebensdauer" des Genf-06-Abkommens von etwa 25 bis 30 Jahren aus, das heißt, erst dann würde wieder eine neue Konferenz für dann eventuell veränderte Anforderungen an die Funkplanung einberufen werden müssen.

## Ergebnisse
Auf der internationalen Wellenkonferenz RRC 06 wurden die digitalen terrestrischen Verbreitungswege für Rundfunk in den Frequenzbereichen VHF und UHF koordiniert. Die Ergebnisse der RRC 06 traten am 17. Juni 2007 in Kraft. Durch dieses Abkommen wird der frequenztechnische Rahmen für den digitalen terrestrischen Rundfunk für mindestens die nächsten 20 Jahre bestimmt. Die RRC 06 hat offengelassen, ob die bereitgestellten Übertragungskapazitäten für Hörfunk oder Fernsehen genutzt werden. Deshalb müssen in den einzelnen Staaten in den nächsten Monaten die dazu notwendigen Entscheidungen getroffen werden. Dabei zeichnet sich – jenseits von Mischnutzungen mittels DMB und DVB-H – ab, dass Fernsehen über DVB-T im Band IV/V und Radio über DAB im Band III ausgestrahlt wird.

### Übertragungskapazitäten
Nach den Ergebnissen der RRC 06 stehen folgende Übertragungskapazitäten in Deutschland zur Verfügung:
- Ein DVB-T-Netz in Band III (7 MHz Kanalbreite)
- Sechs DVB-T-Netze in Band IV / V (8 MHz Kanalbreite)
- Ein Zusätzliches (weiteres) DVB-T-Netz (i. d. R. > K60) voraussichtlich frühestens erst ab 2012 verfügbar (8 MHz)
- Zwei weitere DAB-Netze in Band III zusätzlich zum K12-Netz, davon einmal landesweit und einmal regional/lokal strukturiert

### Digitale Übertragungsstandards
Als digitale terrestrische Rundfunkübertragungsverfahren stehen DAB, DMB, DVB-T und DVB-H in den Frequenzbändern III (VHF), IV/V (UHF) und im L-Band zur Verfügung. In Zukunft sollen diese unterschiedlichen Standards zu einem IP-basierten Standard DxB zusammengeführt werden. Dabei ist nur noch DAB in dem Format MPEG-1 Audio Layer 2 ein Audiostandard, der aber bereits Datendienste mitübertragen kann. Die übrigen Standards sind für die Art der Inhalte offen. Damit der Hörfunk nicht verdrängt wird, bleiben für diesen eine Mindestmenge an Übertragungskapazität reserviert. Nur bei Nichtnutzung verfällt dies an TV, Datendienste und für Telekommunikationszwecke.
HD-Radio, DRM und DRM+ sind gestattet, werden jedoch nicht explizit gefördert.
Es wird erwartet, dass sich Übertragungsstandards zukünftig ständig verbessern. Damit werden immer wieder neue Empfangsgeräte nötig sein.
Für neue DAB-Multiplexe soll aufgrund der höheren Effizienz zukünftig die Codierung MPEG 4 AAC+ verwendet werden. Die bisher verkauften Standard-DAB-Radiogeräte werden diese Codierung nicht decodieren können. Die zukünftigen DAB+-Empfänger werden jedoch den neuen und den bisherigen Standard verarbeiten können (Abwärtskompatibilität).